# دایسوکه آساهی
دایسوکه آساهی (انگلیسی: Daisuke Asahi؛ زادهٔ ۲۶ ژوئیهٔ ۱۹۸۰) بازیکن فوتبال اهل ژاپن است.